# Anders Lennart Treffenberg
Anders Lennart Treffenberg, född 19 mars 1739 i Brunflo socken, död 11 januari 1809 i Göteborg, var en svensk militär. Han var far till Curry Gabriel Treffenberg.
Anders Lennart Treffenberg var son till löjtnant Johan Treffenberg och Helena Elisabet Brunberg. Han blev hantlangare vid artilleriet i Stockholm 1752, sergeant där 1757, överfyrverkare 1758 och underlöjtnant vid artilleriet i Göteborg 1761. Treffenberg blev löjtnant vid artilleriet i Stockholm 1773, kapten där 1782, major 1788 och överstelöjtnant 1792. Treffenberg var överste och chef för Göta artilleriregemente 1794–1800. Han blev 1794 riddare av Svärdsorden.